# Kurt Runge
Kurt Albert Georg Runge (Brandenburg an der Havel, Brandenburg, 22 de desembre de 1884 – Berlín Occidental, 6 de novembre de 1959) va ser un remer alemany que va competir a començaments del segle xx.
El 1912 va prendre part en els Jocs Olímpics d'Estocolm, on guanyà la medalla de bronze en la competició del vuit amb timoner del programa de rem. El mateix 1912 guanyà el campionat nacional de vuit amb timoner. En ambdues proves feia de timoner.